# Bernard Zeidler
Bernard Zeidler (ur. w 1799 w Warszawie, zm. w 1855 we Florencji) – historyk.
Zeidler pochodził ze znanej i bardzo zamożnej warszawskiej rodziny kupieckiej religii ewangelickiej. Imion rodziców nie znamy, wiadomo tylko, że stryjem Bernarda był Karol Zeidler, uszlachcony w 1836 z herbem Zborowski, właściciel dawnego pałacu Morsztynów przy ulicy Miodowej 10 w Warszawie.
Bernard uczęszczał do Liceum Warszawskiego, po jego ukończeniu studiował prawo w Göttingen, gdzie też uzyskał magisterium. Do Polski nie wrócił, lecz osiadł we Florencji, gdzie prawdopodobnie zajmował się handlem. Jednocześnie badał historię i kulturę Polski i opublikował na ten temat wiele prac we Włoszech, za co warszawskie Towarzystwo Przyjaciół Nauk nadało mu godność członkowską (1831). W latach 1837–1838 gościł u siebie we Florencji Juliusza Słowackiego.  W czasie Wiosny Ludów Zeidler współpracował z Legionem Mickiewicza.
O jego stosunkach rodzinnych niemal nic nie wiadomo. Przed rokiem 1837 rozwiódł się z żoną.
Bernard Zaydler był spokrewniony z Januszewskimi, rodziną Juliusza Słowackiego ze strony matki.